# Wendelmoet Claesdochter
Wendelmoet Claesdochter, även känd som Weynke Arisdochter av Monnickendam, född i Monnickendam, död 20 november 1527 i Haag, var en holländsk lutheran som avrättades för kätteri.  
Hon höll bibelmöten och var en ledande person vid spridningen av lutherdomen i  Monnickendam. Hon arresterades i april 1527 för kätteri men vägrade att avsäga sig sin övertygelse trots att hon sattes på svältbehandling. Hon dömdes till att avrättas genom bränning på bål. Hon ska dock ha strypts innan bålet antändes. Hon är känd som den första kvinnan som fallit offer för religiös förföljelse i Nederländerna under Karl V, även om det redan 1526 avrättades en kvinna i Arnhem och en i Nijmegen. Hon hyllades i propagandan som en protestantisk martyr från 1570 och framåt. Hon har skildrats med minnesmärken och inom litteraturen.    